# Filips I van Piëmont
Filips I van Piëmont (circa 1278 – 25 september 1334) was van 1282 tot aan zijn dood heer van Piëmont en van 1301 tot 1307 vorst van Achaea. Hij behoorde tot het huis Savoye.

## Levensloop
Filips I was de oudste zoon van heer Thomas III van Piëmont en diens echtgenote Guyonna, dochter van Hugo III van Chalon en gravin Adelheid van Bourgondië. Na het overlijden van zijn vader werd hij in 1282 heer van Piëmont. Wegens zijn minderjarigheid werd hij tot in 1294 onder het regentschap geplaatst van graaf Amadeus VI van Savoye. 
Op 12 februari 1301 huwde hij in Rome met Isabella van Villehardouin (1263-1312), vorstin van Achaea. Door het huwelijk werd hij zelf vorst van Achaea. Omdat hij een autoritair heerser was, kwam hij al snel in conflict met de adel in het vorstendom. Hij probeerde de baronnen in Morea te onderwerpen, maar in 1304 werd hij gedwongen om een parlement te aanvaarden.
In 1306 werden Filips en Isabella naar het hof van hun suzerein Karel II van Napels geroepen, waar Filips ervan beschuldigd werd niet genoeg deelgenomen te hebben aan de veldtocht tegen het despotaat Epirus en zo verantwoordelijk te zijn voor de nederlaag van Karel II. Ook verweet hij Isabella dat zij geen toestemming aan hem had gevraagd voor haar huwelijk met Filips. Hierdoor werd het echtpaar in mei 1306 van Achaea ontheven, ten voordele van Karels zoon Filips I van Tarente. Op 11 mei 1307 gaf Filips zijn claims op Achaea op, waarna hij in ruil het graafschap Alba kreeg toegewezen. Vervolgens liet Isabella zich van Filips scheiden en trok ze zich terug in het graafschap Henegouwen, van waaruit ze haar claims op Achaea verder liet gelden. 
Vanaf dan was Filips enkel nog heer van Piëmont, wat hij bleef tot aan zijn dood in 1334. Na het overlijden van Isabella hertrouwde hij in 1312 met Catharina de la Tour du Pin (overleden in 1337), dochter van dauphin Humbert I van Viennois.

## Huwelijk en nakomelingen
Filips I en zijn eerste echtgenote Isabella kregen een dochter:
- Margaretha (1303-1371), huwde in 1324 met graaf Reinoud van Forez.

Filips I en zijn tweede echtgenote Catharina kregen twaalf kinderen:
- Beatrix (1312-1340), huwde in 1334 met Humbert VI van Thoire en Villars
- Alix (overleden in 1368), huwde in 1324 met Manfred van Caretto, markgraaf van Savona, en daarna met Antelmo d'Urtières
- Jacobus (1315-1367), heer van Piëmont
- Eleonora (overleden in 1350), huwde in 1333 met markgraaf Manfred V van Saluzzo
- Agnes, huwde in 1343 met Jean de la Chambre, graaf van Laville
- Johanna, huwde met graaf Aymer van Valentinois
- Amadeus (overleden in 1376), bisschop van Maurienne
- Eduard (overleden in 1395), aartsbisschop van Tarentaise
- Aymon, huwde met Mencia de Cava
- Isabella, huwde met burggraaf Jan van Maurienne
- Elisabeth (overleden in 1370), abdis in Pinerolo
- Thomas (1329-1360), bisschop van Turijn